# متنزه مالكا ماري الوطني
متنزه مالكا ماري الوطني هو أحد المتنزهات الوطنية في كينيا، يقع على طول نهر داوا عند الحدود مع إثيوبيا. تبلغ مساحته نحو 1500 كيلومتر مربع، ويُعد من أقل المنتزهات زيارة في البلاد، رغم إمكانية الوصول إليه عبر مطار منديرا. تُصنَّف الحديقة ضمن الفئة الثانية حسب تصنيف الاتحاد الدولي لحفظ الطبيعة، وقد أُعلن منتزهًا وطنيًا في عام 1989.
يتميّز المنتزه بطبيعته شبه القاحلة، إذ تنتشر فيه الشجيرات والأعشاب، إلى جانب غابات ضفافية تنمو بمحاذاة النهر. وتحتضن الحديقة نباتات فريدة لا توجد إلا في هذا الإقليم، فضلًا عن تنوّع حيواني يشمل الزرافة الصومالية، والضباع، وتمساح النيل، والحمار الوحشي، والظباء، وسحالي الأجامة، والنسور، والقطط البرية الصغيرة. كما تُشاهد فيه أكثر من 20 نوعًا من الطيور، من بينها الغراب الصحراوي النادر.